# Günther Lange
Günther Lange (* 29. Januar 1830 in Bramsche; † 26. September 1889 in Fürstenau) war ein deutscher lutherischer Geistlicher und Politiker.

## Leben
Lange studierte evangelische Theologie in Göttingen, war Lehrer in Bad Homburg vor der Höhe und Idar und wurde 1869 Pastor in Fürstenau.
1875 wurde er für den Wahlkreis Hannover 6 (Bersenbrück-Wittlage) in das preußische Abgeordnetenhaus gewählt. Er gehörte der Fraktion der Nationalliberalen Partei an. 1882 schied er aus dem Abgeordnetenhaus aus.